# ガストニア (ノースカロライナ州)
ガストニア（英: Gastonia）は、アメリカ合衆国ノースカロライナ州の都市。ガストン郡の郡庁所在地である。人口は8万0411人（2020年）で、ガストン郡では人口最大である。シャーロット都市圏に属し、圏内ではコンコードに次いで第2位の衛星都市である。

## 歴史
ガストニアは、ノースカロライナ州最高裁判所の判事だったウィリアム・ガストンにちなんで名付けられた。
市内のアメリカ合衆国国家歴史登録財としては、私立病院＝ガストン記念病院、クレイグ農場、ガストニア中心街歴史地区、第一国定銀行ビル、ガストン郡庁舎、ガストニア高校、デイビッド・ジェンキンス邸、ローレイ・ミル歴史地区、ロビンソン＝ガードナー・ビル、第三国定銀行ビル、ウィリアム・J・ウィルソン邸がある。

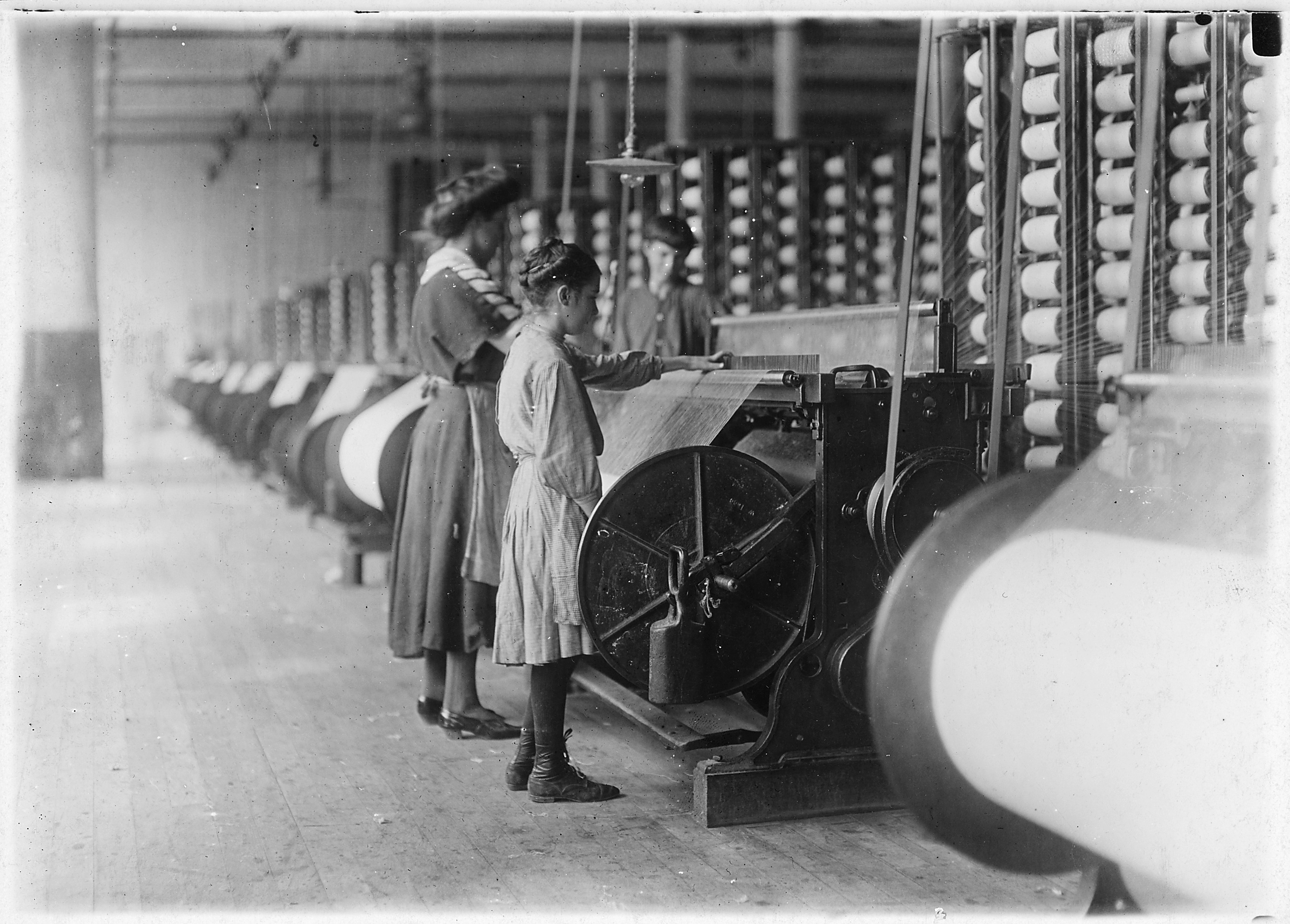
ガストニアのローレイ・ミルで働く児童労働者、1908年、ルイス・ハイン撮影

## 地理
ガストニアは北緯35度15分19秒 西経81度10分49秒 / 北緯35.25528度 西経81.18028度 (35.255220, -81.180249)に位置している。ガストン郡の地理重心にある。
アメリカ合衆国国勢調査局に拠れば、市域全面積は50.7平方マイル (131.4 km2)であり、このうち陸地50.5平方マイル (130.8 km2)、水域は0.23平方マイル (0.6 km2)で水域率は0.45%である。ガストニア市の面積はガストン郡の14%に相当する。

## 人口動態
以下は2010年国勢調査による人口統計データである。
| 基礎データ - 人口: 71,741 人 - 世帯数: 27,770 世帯 - 家族数: 18,599 家族 - 人口密度: 548.5人/km2（1,420.6 人/mi2） - 住居数: 31,238 軒 - 住居密度: 238.8軒/km2（618.6 軒/mi2） 人種別人口構成 - 白人: 63.0% - アフリカン・アメリカン: 27.8% - ネイティブ・アメリカン: 0.4% - アジア人: 1.3% - その他の人種: 5.2% - 混血: 2.2% - ヒスパニック・ラテン系: 9.6% 年齢別人口構成 - 18歳未満: 24.7% - 18-24歳: 8.9% - 25-44歳: 26.5% - 45-64歳: 26.3% - 65歳以上: 13.6% - 年齢の中央値: 38歳 - 性比（女性100人あたり男性の人口） - 総人口: 89.6 - 18歳以上: 85.6 | 世帯と家族（対世帯数） - 18歳未満の子供がいる: 34.7% - 結婚・同居している夫婦: 42.5% - 未婚・離婚・死別女性が世帯主: 19.0% - 非家族世帯: 33.0% - 単身世帯: 27.1% - 65歳以上の老人1人暮らし: 9.7% - 平均構成人数 - 世帯: 2.52人 - 家族: 3.05人 収入と家計 - 収入の中央値 - 世帯: 36,881米ドル - 家族: 44,576米ドル - 性別 - 男性: 38,151米ドル - 女性: 29,590米ドル - 人口1人あたり収入: 19,277米ドル - 貧困線以下 - 対人口: 20.9% - 対家族数: 18.3% - 18歳未満: 32.5% - 65歳以上: 6.9% |

### 犯罪
| 犯罪の種類 | 2009年発生件数 | 人口10万人あたり発生率 |
| ---------- | -------------- | ---------------------- |
| 殺人       | 5              | 7.2                    |
| 強姦       | 28             | 38.8                   |
| 強盗       | 220            | 118.1                  |
| 傷害       | 345            | 854.6                  |
| 夜盗       | 1,059          | 831.6                  |
| 窃盗       | 3,187          | 3,383.9                |
| 放火       | 35             | 14.4                   |

## 経済
過去10年間では多くの企業が閉鎖され、雇用数も減ったのでガストニアは大変な時代だった。ガストニア今も比較的強い製造業の労働力を維持しているが、多くの労働者が解雇され、さらに多くの者が失業状態である。2010年の失業率は7.9%だった。人口71,341人の内、12,536人が市内で働いており、日中は10,610人の人口増である。紡績糸の製造では世界のナンバーワンである繊維会社パークデール・ミルズの国際本社が市内にある。この会社は市内と周辺の町で製造施設を操業させていた。パークデールは他の会社と同様に、工場を閉鎖し、生産は他の国に移してきた。
その他の製造業としては、ウィックス・フィルトレーション社、フレイトライナー・トラックス、スタビラス、カーチス・ライト・コントロールズ・エンジニアード・システムズ、ラディチ・グループがある。その他の大手雇用主としては、ガストニア市とガストン郡の政府、ガストン郡教育学区、カロモント・ヘルスケア（ガストン記念病院）があり、小売業のウォルマートが2店、アドバンス・オート・パーツが6店舗と物流センターを持っている。

## 芸術と文化

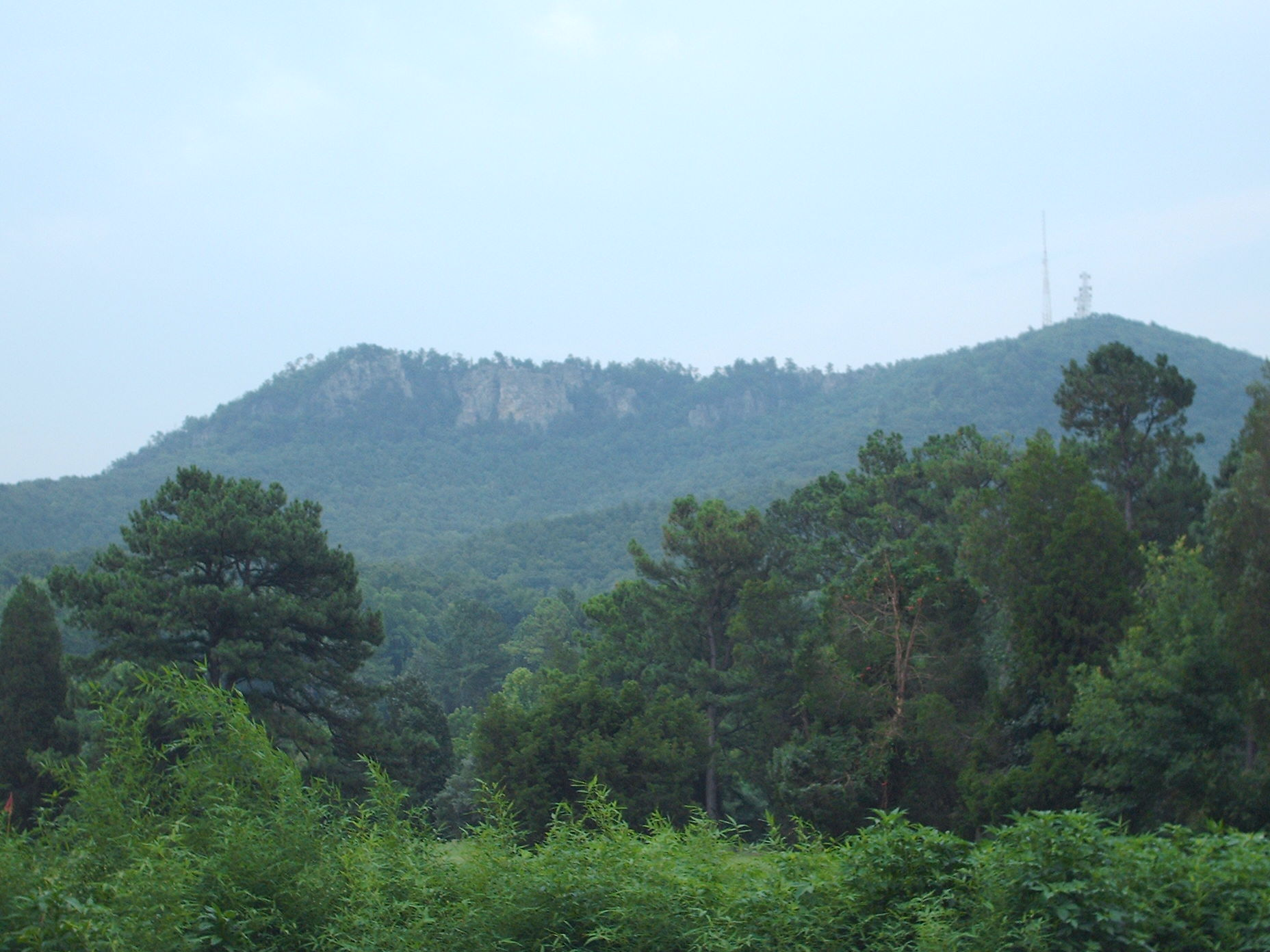
クラウダーズ山、市域に入っている

ガストニアと周辺地域には幾つか注目すべき観光地がある
シール自然史博物館では、ノースカロライナ自然史ホールやアメリカ・インディアンに関するヘンリー・ホールなど恒久展示がある。またシャーロット都市圏では唯一のものであるジェイムズ・H・リン・プラネタリウムもある。
ダニエル・ストウ植物園が市の南東のベルモント市、ノースカロライナ州道279号線沿いにある。
カトーバ川沿いのアメリカ合衆国全国ホワイトウォーター・センターが市の東、隣接するメクレンバーグ郡内にある。
クラウダーズ山州立公園が市の西、キングスマウンテン市内にある。この公園には多くのハイキング道があり、キャンプ場、ピクニック場、ロッククライミング場、釣り場がある。

### ショッピング
ノースニューホープ道路出口20番にあるイーストリッジ・モールは、地域唯一の屋内型ショッピングモールである。アンカー店はベルク、ディラーズ、J.C.ペニーである。このモールには、ビクトリアズ・シークレット、エアロポスタル、パックサン、フットロッカー、ヒベット・スポーツ、クレアズ、ホリスター、シャーロット・ラス、ニューヨーク & Co.、ベストバイ・モバイル、レイディオ・シャック、ハット・ファンタスティック、アンコール・バイ・シュー・ディパートメントなど専門店が80以上あり、レッドロブスターなどフルサービスのフードコートもある。
一連の商店街であるフランクリン・スクエアは3段階に分けられている。フェイズIは、ウォルマート、ベッド・バス・アンド・ビヨンド、ベスト・バイ、ロス・ドレス・フォー・レス、マイケルズが入っている。フェイズIIはKマート、ロウズ・ホーム・インプルーブメント・ウェアハウス、サムズ・クラブが入っている。フェイズIIIには、コールズ、オールド・ネイビー、ブックス・ア・ミリオン、ガンダー・マウンテン、シュー・カーニバル、ピア1インポーツ、ペットスマートが入り、さらに14スクリーンの映画館もある。
市内には他にも幾つかショッピングセンターがあり、全国や地方で知られた小売店が入っている。

## スポーツ
野球のガストニア・グリズリーズがシムズ・リージョン・パークで試合を行っている。コースタル・プレーン・リーグに属し、大学レベルの選手が入っている。1つのシーズンは5月から8月である。
ラグビーのガストニア・ガーゴイルズは、ガストン郡のノース・ベルモント・パークで試合を行っている。カロライナズ・ジオグラフィカル・ユニオンに属し、デビジョン4の男子ソーシャル・ラグビーを行っている。秋（8月から11月）春（2月から5月）の2シーズンがある。サウスカロライナ州クローバーで、毎年6月の第1または第2土曜日のクロバー・スコティッシュ・ゲイムズ中にあるラグビー7のトーナメントも開催している。
ローラーゲームを行うチームとしてG*Force（シニア）と Mini*Gs（ジュニア）の2つがある。試合はハドソン大通りのケイツ・スケーティング・リンクで行われている。

## 政府

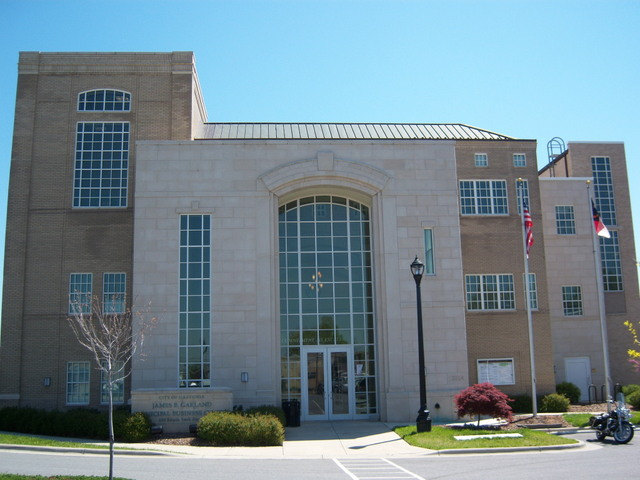
ガストニア・シティプラザ

### 警察
市内の警察はガストニア警察署、ガストン郡警察署、およびガストン郡保安官事務所が担当している。

### 消防と救急
ガストニア消防署には梯子車、ポンプ車など16両の消防車がある。ガストン郡にはボランティアが指導する強力な消防団もある。ガストン郡EMSが救急サービスを行っている。

## 教育

### 初等中等教育
ガストニア市を含むガストン郡の公立初等中等教育学校は全て、ガストン郡教育学区に属している。小学校、中学校、高校を運営している。
公立高校は、アシュブルック、フォレストビュー、ハンター・ハス、ハイランド工業、スチュアート・W・クラマーの各高校、合計5校がある。
私立学校もある。ガストン・デイスクール、ガストン・クリスチャン学校などである。
チャータースクールでは、ピードモント・コミュニティ・チャータースクールがあり、幼稚園から12年生を教えている。

### 高等教育機関
市域内にはカレッジや大学が無いが、ガストニアの都市圏には高等教育機関がある。ガストン郡ベルモントには4年制のベルモント・アビー・カレッジがあり、ダラス、リンカーン郡のリンカーントン、ベルモントには2年制のガストン・カレッジがある。

### 図書館
ガストン郡公共図書館が市内に3つの支所を持っている。

## メディア

### 新聞
「ガストン・ガゼット」がガストニアの主要新聞である。日刊紙でありガストニア市、ガストン郡と周辺地域をカバーしている。ノースカロライナ州最大の新聞である「シャーロット・オブザーバー」も入手でき、以前は水曜日と日曜日の版でガストン郡とリンカーン郡をカバーしていたが、近年は縮小されてしまった。

### テレビ
市内で免許の降りたテレビ局は無いが、近くのシャーロットから全国系列局や独立系局が放送を流している。ケーブルテレビは主にタイム・ワーナー・ケーブルによるものである。

### ラジオ
ガストニアで聴取できるラジオ放送は主にシャーロットに基地を置くものである。市内にはAMラジオ局、FMラジオ局、各1局がある。

## 交通

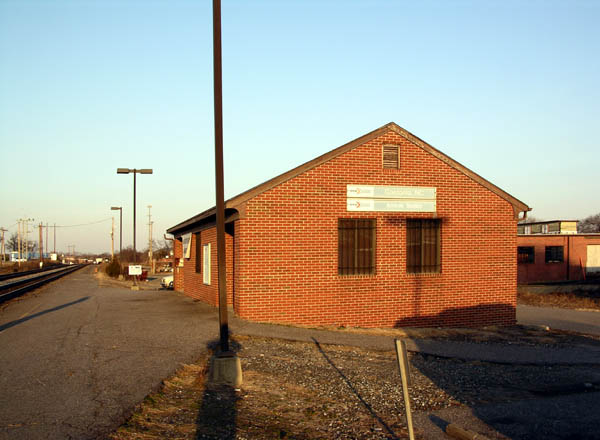
ガストニア駅

### 鉄道
ガストニア駅（無人駅）がハンコック通り350にある。アムトラックの長距離旅客列車クレセント号がガストニアと、北のニューヨーク、フィラデルフィア、ボルチモア、ワシントンD.C.とシャーロット、南のアトランタ、アラバマ州バーミングハム、ルイジアナ州ニューオーリンズとを結んでいる。

### 道路
州間高速道路85号線がガストニアから直接州内のシャーロット、グリーンズボロ、ダーラムや、北東のバージニア州ピーターズバーグ/リッチモンド、南西のサウスカロライナ州スパータンバーグ、ジョージア州アトランタ、アラバマ州モンゴメリーの各市を繋いでいる。ガストニアの交通ネットワークは自動車専用道であるアメリカ国道321号線で補われており、その専用道部分がガストニアと大陸横断道である州間高速道路40号線とを繋ぎ、ガストニアの北56キロメートルにあるヒッコリー市とを繋いでいる。さらに自動車専用道で有料のガーデン・パークウェイがガストニアの西を環状に囲む計画がある。また南東のシャーロット、州間高速道路485号線、シャーロット・ダグラス国際空港への接続路になる予定である。
ガストニアの市内にはアメリカ国道20号線、同74号線（ガストン郡内ではこの2本が合流する）、同321号線が通っている。国道29号線は両カロライナ州で州間高速道路85号線に並行しており、74号線は東のシャーロットやウィルミントンと、西のアシュビル、チェロキーを繋ぐ東西方向の幹線道である。321号線はガストニアからサウスカロライナ州中央部、ノースカロライナ州北西部のブルーリッジ山脈を結んでいる。
州道では7号線、274号線、275号線、279号線が市内を通っている。
市内の幹線道は、フランクリン大通り、ガリソン大通り、ハドソン大通り、オザーク・アベニュー、ロング・アベニュー、エアライン・アベニュー、ガストン・アベニューが東西方向の幹線道であり、ニューホープ道路、チェスター通り、ヨーク道路、マリエッタ通りが南北方向の幹線道である。

### バス
ガストニア交通がガストニア市の交通運営者である。市内の大部分をカバーするバスの定期便を運行している。月曜日から土曜日まで運行され、ガストニア市の中心街ブラドリー駅で乗り換えできる。通常料金は1ドル、乗り換えは無料である。
シャーロット地域交通システムがシャーロットへの通勤バスを運行している。ガストニア・イクスプレスは月曜日から金曜日にシャーロットのアップタウンまでバスを往復させる。途中でブラドリー駅を経由する。シャーロットのアップタウンまで片道料金が4.40ドルである。シャーロット地域交通システムのバス便への乗り換えは無料である。

### 空港
ガストニアの近辺に2つの空港がある。ガストニア市民空港（AKH)は市内の民間航空需要に対応している。市内南東部、ノースカロライナ州道274号線近くにある。シャーロット・ダグラス国際空港が国内便と国際便の入口であり、ガストニアの東29キロメートル、シャーロット市内にある。

## 著名な出身者
- ダレル・アームストロング、NBAバスケットボールのスター選手、アシュブルック高校卒
- フレッド・ダースト、歌手、映画監督、バンドリンプ・ビズキットのボーカル、ハンター高校とアシュブルック高校で学んだ
- ウェスリー・レイ・"ウェス"・ヘルムズ、メジャーリーグベースボール選手、アシュブルック高校卒
- エヴァン・カレイジャス、モデル、俳優、プロレスラー
- ケビン・ミルウッド、メジャーリーグベースボール選手、アトランタ・ブレーブス他
- メルビン・スチュワート、競泳選手、バタフライで世界記録、バルセロナオリンピックで金メダル
- ハッサン・ホワイトサイド、NBAバスケットボールの選手、ガストニア生まれ
- ジェームズ・ウォージー、NBAバスケットボールのスター選手、アシュブルック高校卒
- トーマス・ソウェル、経済学者

## 姉妹都市
ガストニアは下記2都市と姉妹都市を結んでいる。
- ドイツ、テューリンゲン州、ゴータ[19]
- ペルー、リマ地区サンティアゴ・デ・スルコ[19]

ゴータは1994年に締結して最初の姉妹都市になった。サンティアゴ・デ・スルコは2004年3月に公式パートナーになった。2007年、ガストニア市市長ジェニー・スタルツがゴータを訪問した。2007年12月サンティアゴ・デ・スルコ市長がガストニアを訪れ、ロータリー・パビリオンでクリスマスツリーに毎年行う点火式を見学した。彼は一人の市政委員と共に点火式に招かれていた。